# Солодиліна Людмила Яківна
Людмила Яківна Солодиліна (1955) — голова Комітету з таолу Міжнародної федерації кунгфу (IKFF), президентка Федерації кунгфу України, Заслужений тренер України, Майстер спорту України міжнародного класу, головна тренерка збірних команд України з кунгфу, суддя Міжнародної категорії, багаторазова чемпіонка світу та Європи з традиційного ушу та кунгфу, 8 дан кунгфу (EKF), 5 дан ушу (CWA) та 5 дан куошу (ICKF).

## Життєпис
Народилась у 1955 році в Києві. У 1979 році закінчила Київський державний педагогічний інститут ім. М. Горького та у 1989 році закінчила Київський державний інститут фізичної культури та спорту.
У 1988 році Солодиліна Л. Я. ініціює визнання ушу як виду спорту в Україні. У 1989 році ушу визнано в Україні як офіційний вид спорту.
У 1994 році Солодиліній Л. Я. було присвоєно звання «Заслужений тренер України».
У 1995 році Солодиліній Л. Я. було присвоєно звання «Майстер спорту України міжнародного класу».
З 1997 року працює директоркою ДЮСШ «Сузір'я».
З 2001 по 2010 роки Солодиліна Л. Я. особисто неодноразово виборювала звання володарки Кубку світу з традиційних ушу/гунфу; зокрема, у 2006 році стала дворазовою чемпіонкою світу з тайцзицюань та сянсінцюань (Чженчжоу, КНР). На змаганнях 2009—2011 роках в Гонконгу (КНР) неодноразово посідала перші місця в особистому заліку.
У 2009—2015 роках виборювала звання багаторазової чемпіонки світу з кунгфу.
У 2014 та 2016 роках на чемпіонатах та кубках світу з тайцзицюань — WTCCF, у Тайбеї (Тайвань) стала багаторазовою чемпіонкою світу з тайцзицюань, тайцзицзєнь та у стилях з різними видами зброї.
У 2010 році Солодиліна Л. Я. ініціює визнання кунгфу як виду спорту в Україні. У 2012 році кунгфу визнано в Україні як офіційний вид спорту, а Федерація кунгфу України отримує статус «національної».
Солодиліна Л. Я. — є однією з найкращих тpeнepiв Європи та світу. Команда, очолювана нею, неодноразово перемагала у чемпіонатах та кубках Європи та світу. За ці роки нею створено ексклюзивні методичні розробки, видані друковані видання та статті.